# Mamadou Tangara
Mamadou Tangara (4 de junio de 1965)  es un político y diplomático gambiano. Es ministro de Relaciones Exteriores de Gambia desde 2018, asumiendo el cargo también en el 2010 y 2012.

## Educación
Cursó dos maestrías, en la Universidad de Limoges (Francia) y en la Universidad Católica de Lovaina (Bélgica). También se doctoró en la Universidad de Limoges.

## Carrera política
De 2008 a 2010, fue coordinador de la Unidad de Apoyo de la Oficina Nacional de Autorizaciones de la Unión Europea. Después pasó a ser asesor del presidente Yahya Jammeh en relación con la UNESCO.
Fue nombrado ministro de Relaciones Exteriores por Yahya Jammeh en junio de 2010. Ocupó el cargo hasta abril de 2012, cuando fue nombrado ministro de Pesca, Recursos Hídricos y Asuntos de la Asamblea Nacional. En consecuencia, volvió a ser nombrado ministro de Relaciones Exteriores en agosto de 2012, cargo que ocupó hasta noviembre, cuando fue nombrado ministro de Enseñanza Superior, Investigación, Ciencia y Tecnología, en el que permaneció hasta 2013. En 2013, Tangara fue nombrado representante permanente de Gambia ante las Naciones Unidas.
En diciembre de 2016, durante la crisis constitucional gambiana de 2016-17, Tangara fue uno de los diplomáticos gambianos que pidió a Jammeh que dimitiera pacíficamente. Tangara fue nombrado de nuevo en el cargo de Representante Permanente, el 3 de mayo de 2017 por Adama Barrow. En una reforma del gabinete, efectiva el 29 de junio de 2018, Barrow nombró a Tangara ministro de Relaciones Exteriores, en sustitución de Ousainou Darboe, que había sido nombrado vicepresidente.